# Křenovice (district de Vyškov)
Pour les articles homonymes, voir Křenovice.
Křenovice (en allemand : Krenowitz, précédemment : Krzenowitz) est une commune du district de Vyškov, dans la région de Moravie-du-Sud, en République tchèque. Sa population s'élevait à 2 057 habitants en 2024.

## Géographie
Křenovice se trouve à 4 km à l'ouest-sud-ouest de Slavkov u Brna, à 18 km au sud-sud-est de Brno, à 20 km au sud-ouest de Vyškov et à 202 km au sud-est de Prague.
La commune est limitée par Holubice au nord, par Slavkov u Brna et Vážany nad Litavou à l'est, par Hrušky au sud, par Zbýšov au sud-ouest et par Blažovice au nord-ouest.

## Histoire
La première mention écrite du village date de 1305.

## Galerie

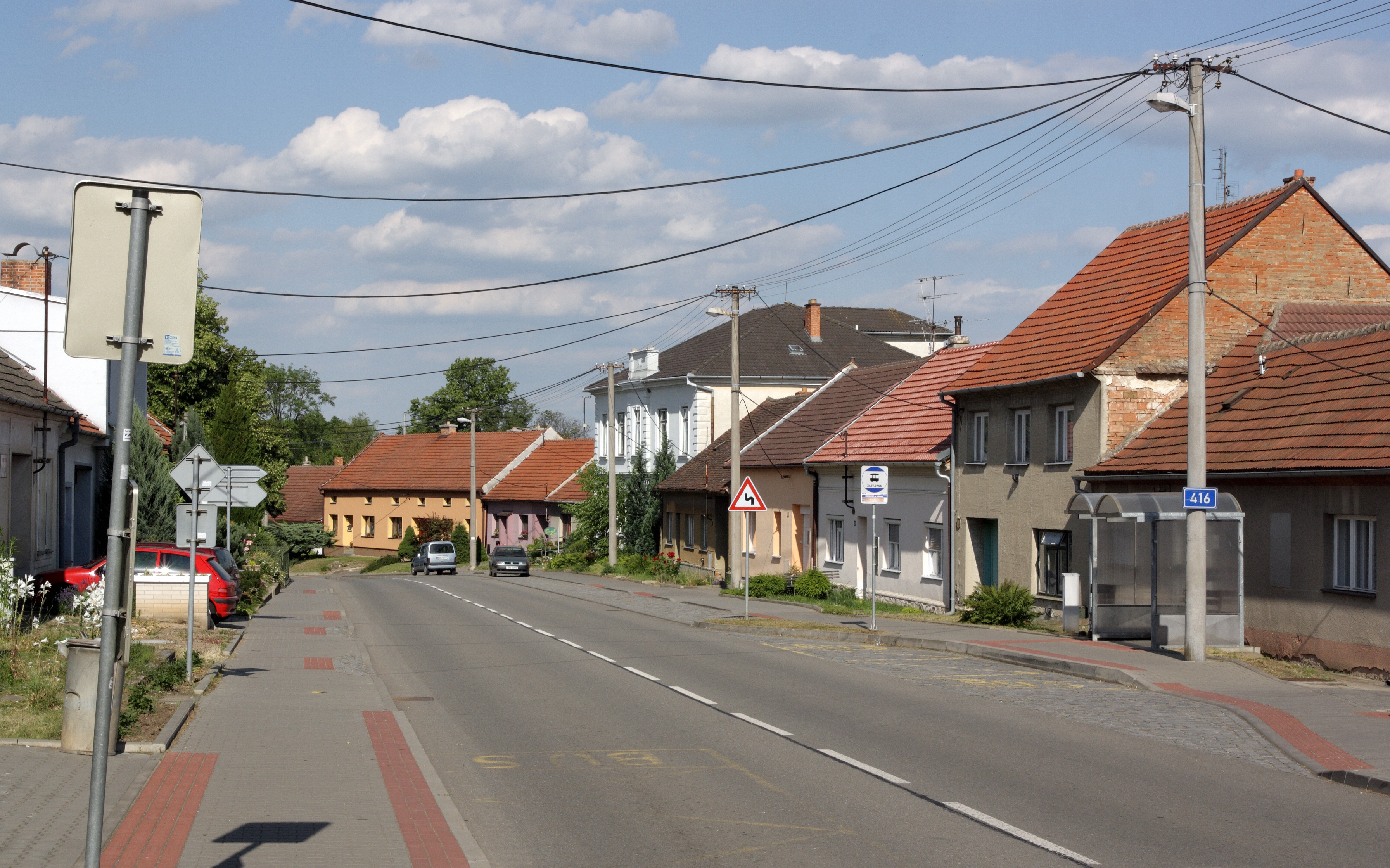
Rue Svárovská.
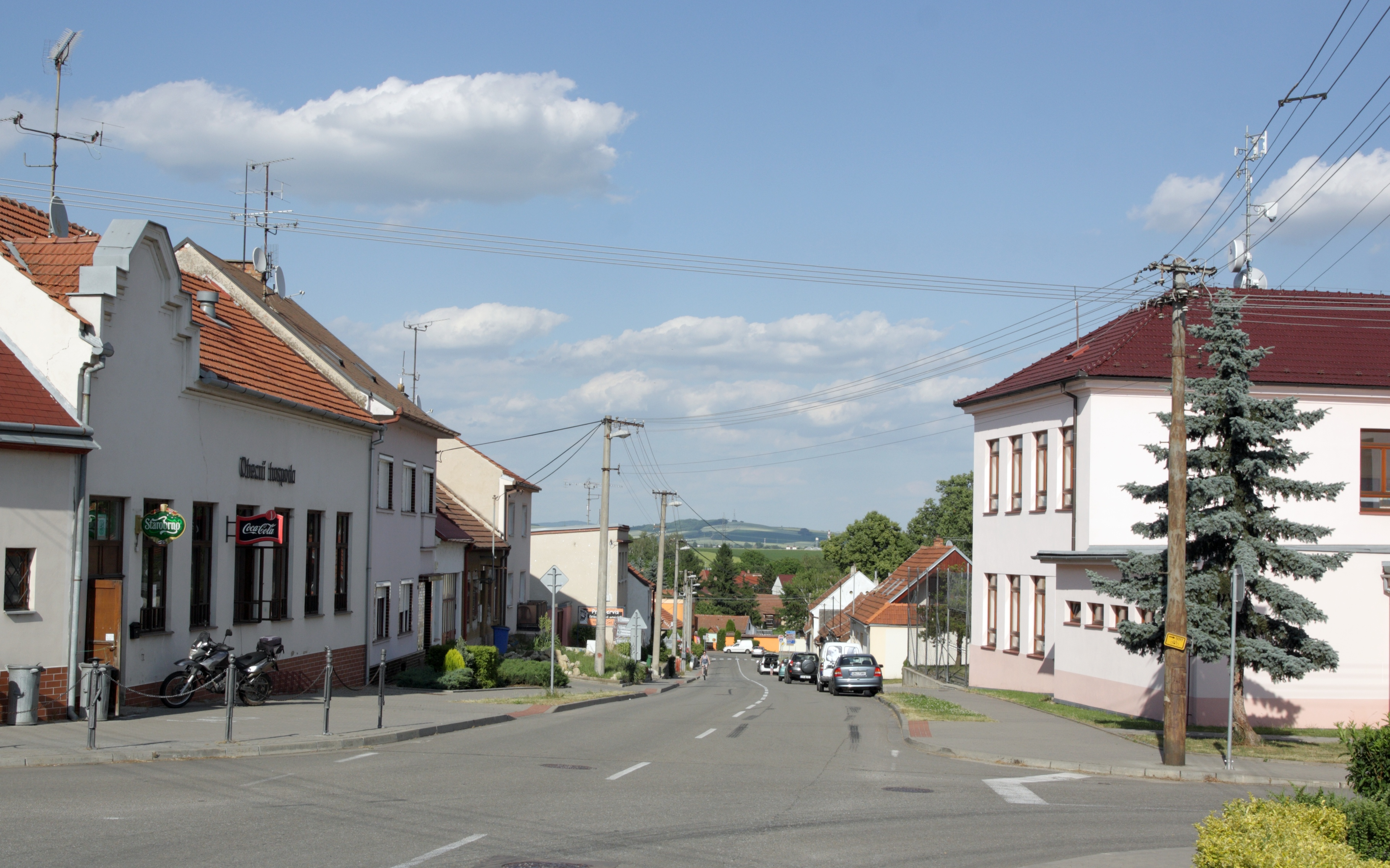
Intersection des rues Brněnská et Školní.